# Triante
Triante é um fração da cidade de Monza, na província de Monza e Brianza, naregião da Lombardia, na Itália.